# لويس رينو (سياسي)
لويس رينو (بالإنجليزية: Louis Renaud)‏ هو سياسي كندي، ولد في 3 أكتوبر 1818، وتوفي في 13 نوفمبر 1878 في كندا. حزبياً، نشط في حزب كندا المحافظ. وقد انتخب عضو مجلس الشيوخ الكندي.